# الن راسبریجر
الن چارلز راسبریجر (زاده ۱۹۵۳) روزنامه نگار بریتانیایی و رئیس لیدی مارگارت هال دانشگاه آکسفورد است او پیشتر سردبیر گاردین، از روزنامه‌های بریتانیا بود. وی این سمت را در ۱۹۹۵ در اختیار گرفت و پیش از آن گزارشگر و ستون‌نویس بود.

## کتاب شناسی
- The Guardian Year (۱۹۹۴) edited by Alan Rusbridger ISBN 1-85702-265-3
- The Coldest Day in the Zoo (۲۰۰۴) ISBN 0-14-131745-0
- The Wildest Day at the Zoo (۲۰۰۵) ISBN 0-14-131933-X
- The Smelliest Day at the Zoo (۲۰۰۷) ISBN 0-14-132068-0
- Play It Again: Why Amateurs Should Attempt the Impossible (۲۰۱۲) ISBN 0-224-09377-0